# Diamonds (PRINCESS PRINCESS單曲)
《Diamonds》，是日本女子樂團PRINCESS PRINCESS的第7張單曲。1989年4月21日發行。是PRINCESS PRINCESS最暢銷的單曲作品和其中一首代表作。1989年年度日本單曲銷量冠軍。

## 簡介
1988年，PRINCESS PRINCESS發行單曲《GET CRAZY!》和專輯《HERE WE ARE》、《LET'S GET CRAZY》迅速打響了知名度。1989年1月更成為首支登上日本武道館開演唱會的女子樂團，為樂團的人氣急升奠定了基礎。1989年4月發行的這張單曲《Diamonds》是她們第一首獲得Oricon單曲週榜冠軍的歌曲，而且在Oricon公信榜上在榜長達67週，年度銷量為81.5萬張，成為1989年日本單曲銷量冠軍，和她們發行的另一首單曲《世界上最熱的夏天》壟斷當年Oricon單曲年榜的前兩位。最終銷量高達109.7萬張，是日本第一張銷量突破百萬的單曲CD。
單曲CD的B面歌曲《M》，原本是收錄在1988年的專輯《LET'S GET CRAZY》裡的一首歌曲。描寫女性失戀時的心境，同樣也是PRINCESS PRINCESS其中一首代表作。《M》的巨大成功促使了日本唱片業的CD發行手段的改變，往後更多的單曲CD採用了雙A面的形式。

## 收錄曲目
1. Diamonds
2. M

- 作詞：中山加奈子（#1）、富田京子（#2）
- 作曲：奥居香（#1、2）
- 編曲：PRINCESS PRINCESS（#1、2）

### 1993年版
1. Diamonds
2. M

NHK BS Premium電視劇《昨夜的咖哩，明日的麵包》主題曲。
1. 世界上最熱的夏天 ('92 mix)

- 作詞：中山加奈子（#1）、富田京子（#2、3）
- 作曲：奥居香（#1～3）
- 編曲：PRINCESS PRINCESS（#1～3）